# 阿迈厄布罗

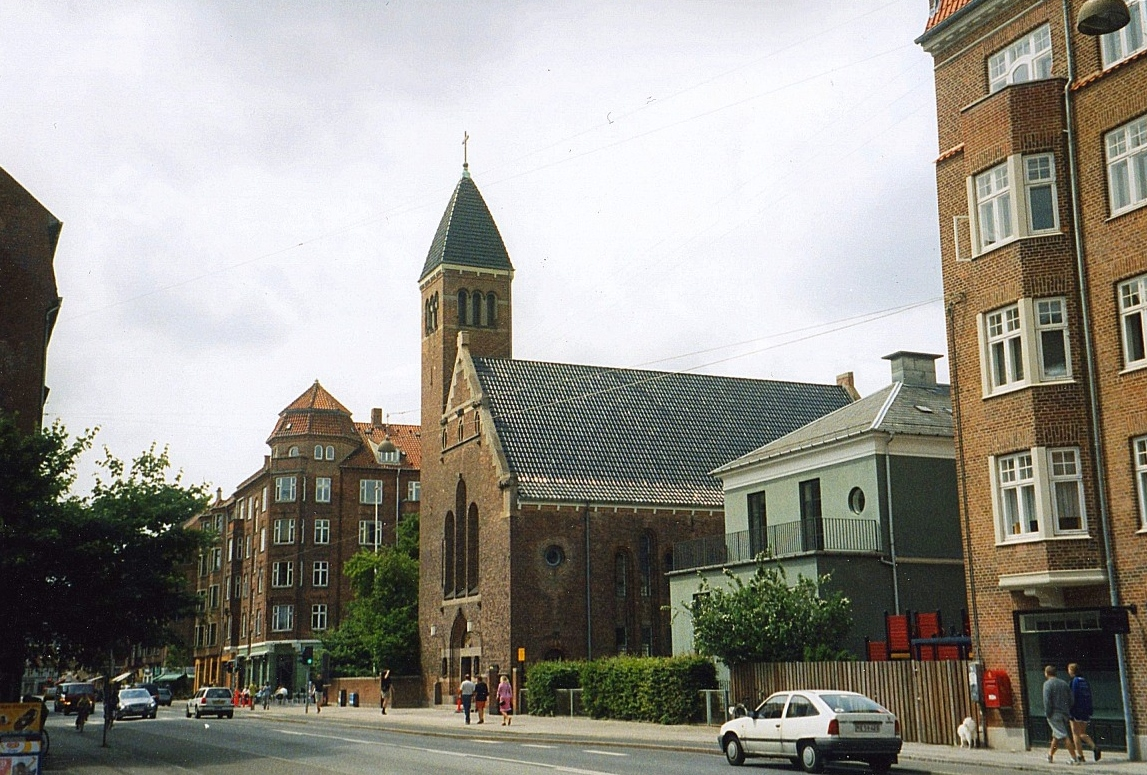

阿迈厄布罗（丹麥語：Amagerbro）是丹麦首都哥本哈根的一个地区，位于阿迈厄岛北部，因历史上曾是阿迈厄门（已拆除）外的关厢而得名。常住人口约2万。阿迈厄布罗街是阿迈厄布罗的中轴路及主要商业街。这一区域的休闲娱乐场所包括阿迈厄岛郊野公园、三叶草公园等。阿迈厄大道及厄勒海峡路周边是工业区。哥本哈根大学的一个校区也设于阿迈厄布罗。

## 交通
这一区域内公交线路四通八达。还有两座地铁站（阿迈厄布罗站、黏土矿坑公园站）。
以前这一区域还有一座名为“阿迈厄布罗站”的火车站，该站现已关闭，地址与现在的地铁亦并不重合。历史上，哥本哈根港口铁路与阿迈厄岛铁路的终点站均位于阿迈厄布罗站（不是现在的哥本哈根地铁所属的阿迈厄布罗站）。这两段铁路目前均已关闭，不少铁路设施在铁路关闭后被拆除，但目前仍能找到部分遗迹。

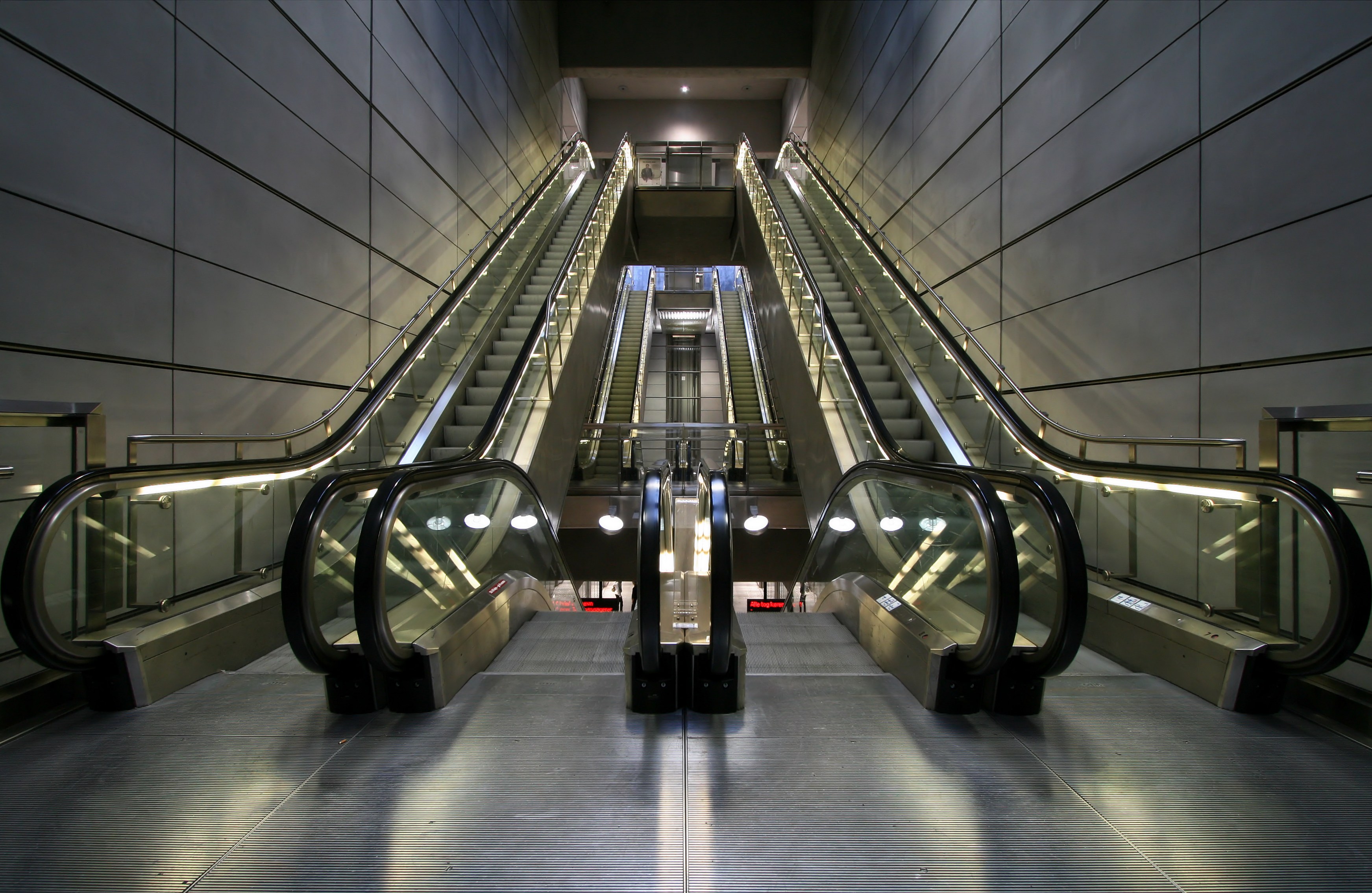
哥本哈根地铁所属的阿迈厄布罗站
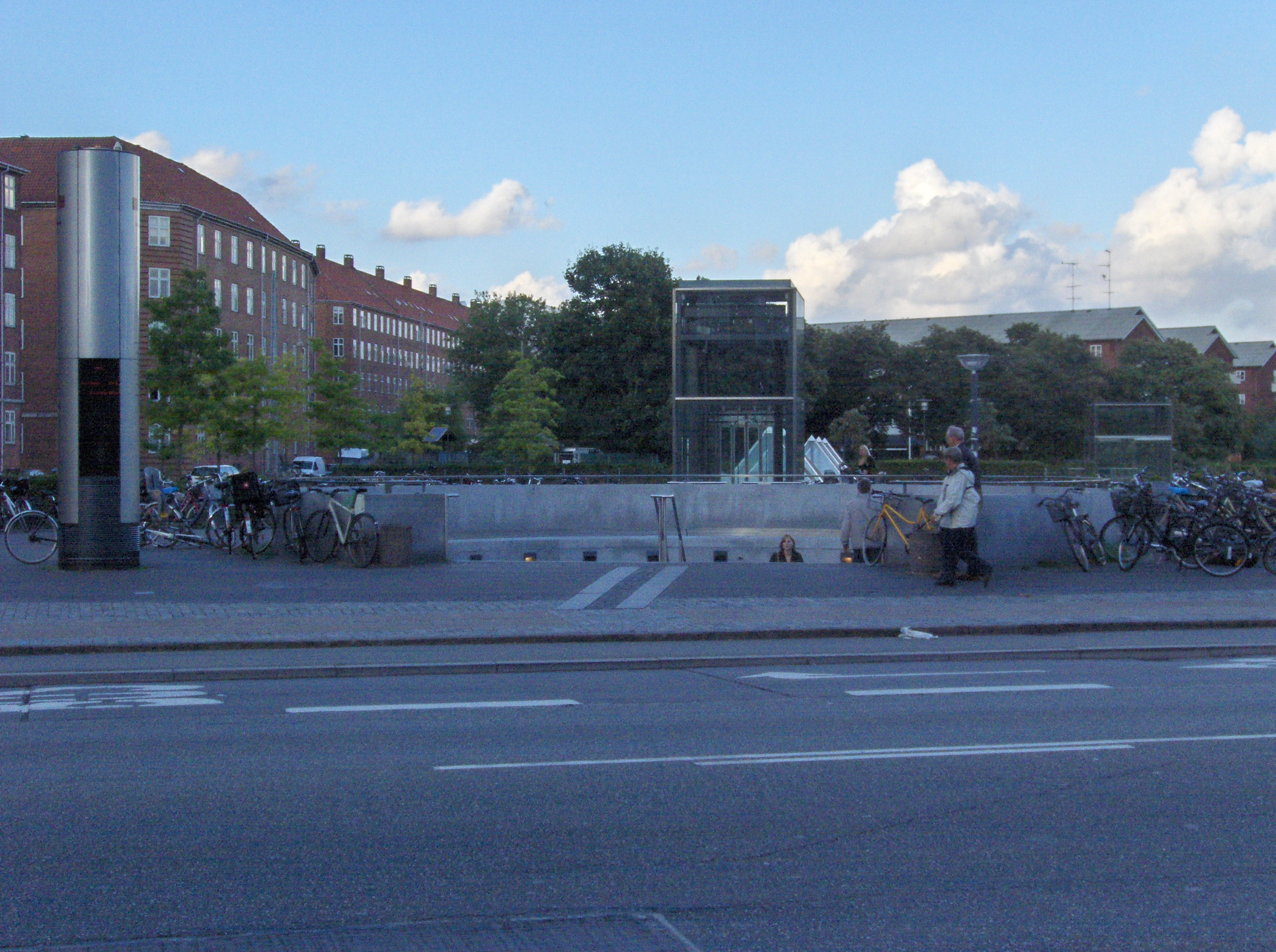
哥本哈根地铁所属的黏土矿坑公园站
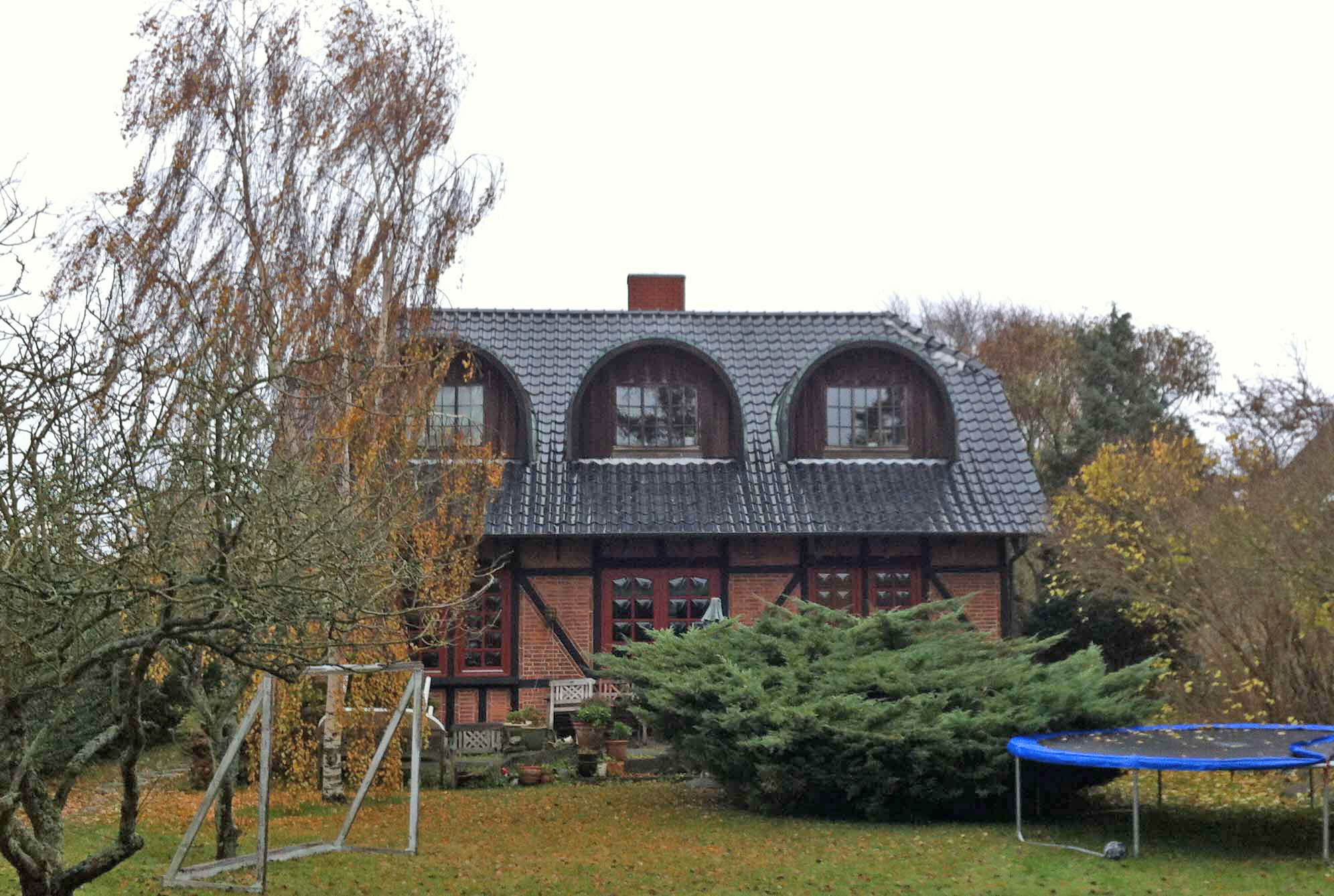
原阿迈厄岛铁路（丹麥語：Amagerbanen）所属的阿迈厄布罗站（已停用）